# Танго смерті (фільм)
«Танго смерті» рос. «Танго смерті»— український художній фільм режисера Олександра Муратова, відзнятий у 1991 році на кіностудії Національно-культурний виробничий центр «Рось».
Фільм вийшов в прокат в УРСР у 1991 році з українським дубляжем від Кіностудії Довженка.

## Синопсис
За твором Миколи Хвильового «Повість про санаторійну зону». Про політичні репресії 20-х років в Україні, розчарування революційної інтелігенції в комуністичних ідеалах.

## Акторський склад
- Ірина Малишева — Майа
- Володимир Литвинов — Анарх
- Вікторія Корсун — сестра Катря
- Віктор Степанов — Метранпаж
- Ганна Левченко
- Антон Фрідлянд
- Борис Молодан — старий
- Володимир Ямненко
- Ігор Стариков — «Ординатор»
- Л. Антонова, В. Галяпа, В. Ганцев, М. Коваленко, Ніна Шаролапова, В. Шевченко
- В епізодах: Д. Бабаєв, В. Базела, Петро Бенюк, Володимир Голубович, Б. Могильний, Юрій Рудченко, А. Смілянець, А. Пєсков, Віталій Розстальний, В. Титов, Є. Швецова,

## Творча група
- Сценарист та режисер-постановник: Олександр Муратов
- Оператор-постановник: Віталій Запорожченко
- Художник-постановник: Віктор Мигулько
- Композитор: В'ячеслав Назаров
- Режисер: О. Олексієва
- Оператор: О. Лен
- Художник по костюмах: С. Улько
- Художник-гример: Алла Чуря
- Звукооператор: О. Верещагіна-Янко
- Режисер монтажу: Єлизавета Рибак
- Редактор: О. Мартіян
- Постановник танцю: Аніко Рехвіашвілі
- Директор фільму: Валерій Титов

## Україномовний дубляж
Українською дубльовано в радянські часи.